# أحمد فتحي خليفة
أحمد فتحي إبراهيم خليفة (17 أكتوبر 1966–) عسكري مصري ورئيس أركان حرب القوات المسلحة.

## التأهيل العسكري
- بكالوريوس العلوم العسكرية من الكلية الحربية.
- حاصل على جميع الفرق الحتمية لسلاح المدفعية.
- حاصل على ماجستير العلوم العسكرية من كلية القادة والأركان.
- حاصل على زمالة كلية الحرب العليا من الأكاديمية العسكرية للدراسات العليا والإستراتيجية.

## الحياة المهنية
- تدرج في جميع الوظائف القيادية بسلاح المدفعية
- مساعد لمدير المدفعية.
- مدير معهد المدفعية
- مديراً لإدارة الشؤون المعنوية.
- رئيس لهيئة التنظيم والإدارة للقوات المسلحة.
- رئيس لهيئة عمليات القوات المسلحة.
- أمين عام وزارة الدفاع.

## الميداليات والأنواط
حصل على عدد من الأنواط والميداليات منها نوط الواجب من الطبقة الأولى، ونوط الخدمة الممتازة، ونوط العملية الشاملة بسيناء، وميدالية 25 يناير، وميدالية 30 يونيو، وميدالية اليوبيل الذهبي لسلاح المدفعية، ميدالية اليوبيل الذهبي لنصر أكتوبر 1973، وميدالية الخدمة الطويلة والقدوة الحسنة، ميدالية اليوبيل الذهبي للثورة، وميدالية اليوبيل الفضي لتحرير سيناء، وميدالية اليوبيل الفضي لنصر أكتوبر 1973.